# Napalancat
Napalancat is een bestuurslaag in het regentschap Padang Lawas Utara van de provincie Noord-Sumatra, Indonesië. Napalancat telt 297 inwoners (volkstelling 2010).